# Perspective cavalière
Pour les articles homonymes, voir Perspective.

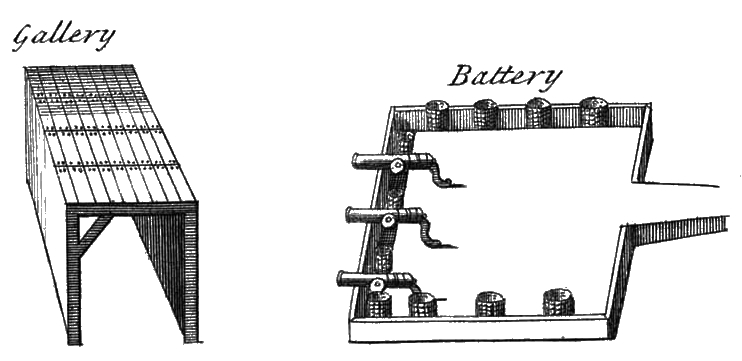
Report des coordonnées pour placer un point sur une perspective cavalière, Cyclopaedia, 1728.

La perspective cavalière est une technique de représentation, sur un support en deux dimensions, d'objets qui existent en volume (trois dimensions). Elle ne comporte pas de point de fuite : la taille des objets ne diminue pas lorsqu'ils s'éloignent.

## Origine

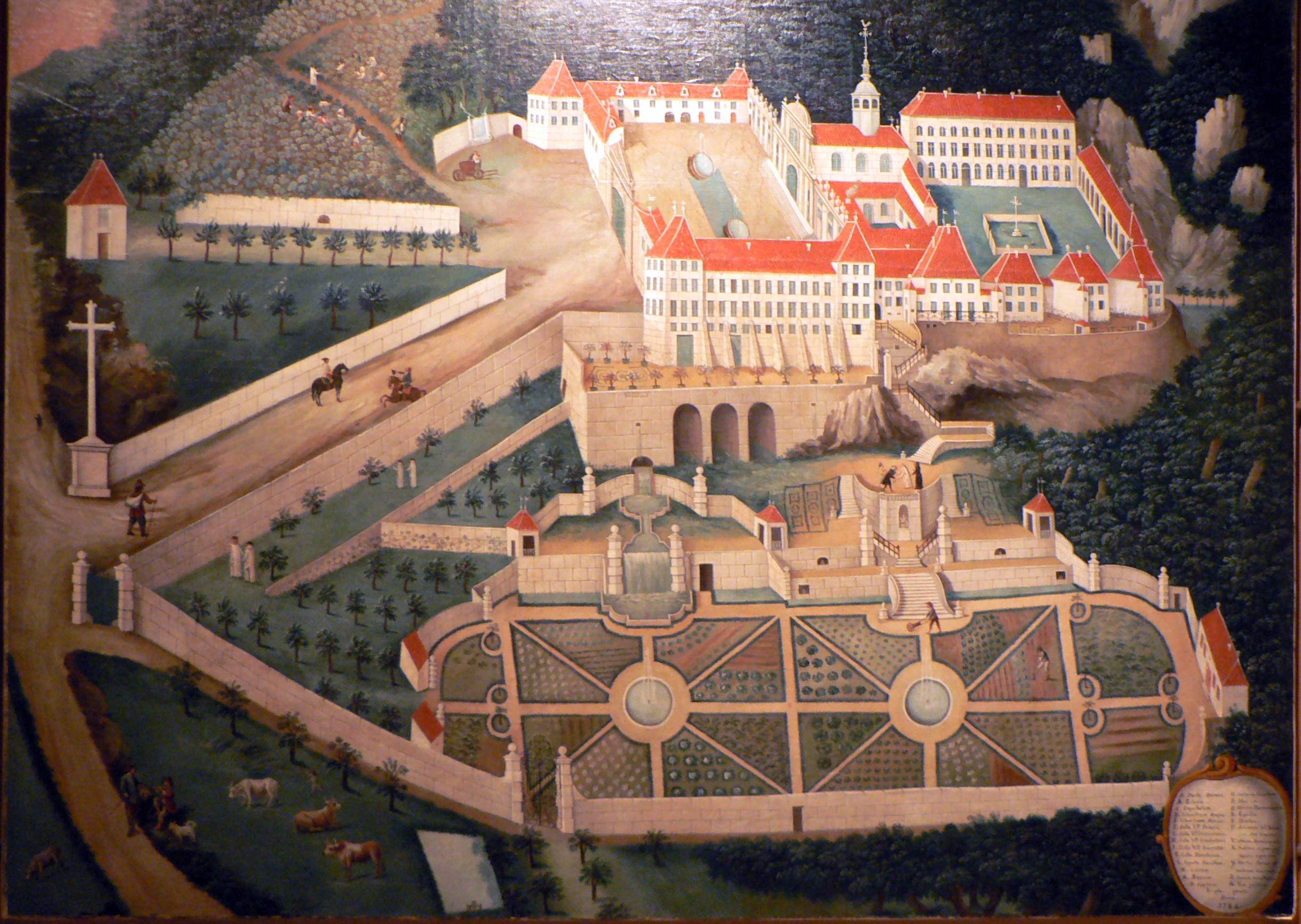
Vue cavalière de la chartreuse de Sélignac, huile sur toile du peintre Raquelli (1784), musée de la Grande Chartreuse.

Une origine possible de l’expression est qu’un cavalier regardant du haut de son cheval un objet à terre le voit quasiment en perspective cavalière. Le terme datant du XVIe siècle où il était utilisé en architecture militaire, une autre interprétation viendrait du fait qu’un « cavalier » est, en matière de fortification, un haut monticule de terre. La vue cavalière est alors la vue qu’a sur la campagne, un observateur situé sur le haut du cavalier ; la perspective cavalière serait donc le procédé utilisé par le dessinateur de fortifications pour rendre la vue cavalière.

## Principes

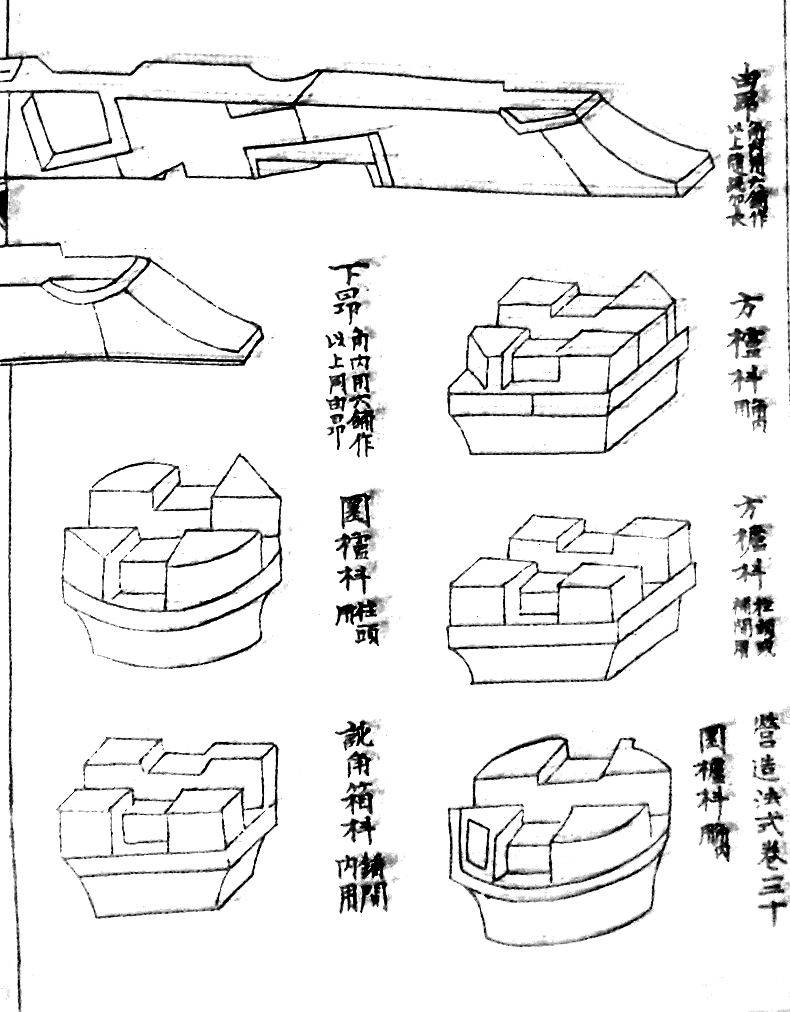
Éléments d'architecture de type dougong, dans le Yingzao Fashi, vers 1100, dynastie Song du Nord.

La perspective cavalière est une forme particulière de perspective axonométrique, où l'on situe les points grâce à leurs coordonnées dans un repère orthogonal formé de trois axes (Ox), (Oy), (Oz). On l'a parfois appelée (en Bourgogne aux XVIe siècle et XVIIe siècle) tibériade.
Dans ce mode de représentation de perspective parallèle, les axes (Ox) et (Oz) sont représentés perpendiculaires et n'ont pas de coefficient de réduction (coefficient = 1). L'axe (Oy) est représenté incliné, d'un angle appelé « angle de fuite » en général de 30 ou 45° par rapport à l'axe (Ox) horizontal et a un coefficient de réduction (ou coefficient de fuite) en général de 0,7 ou 0,5,.

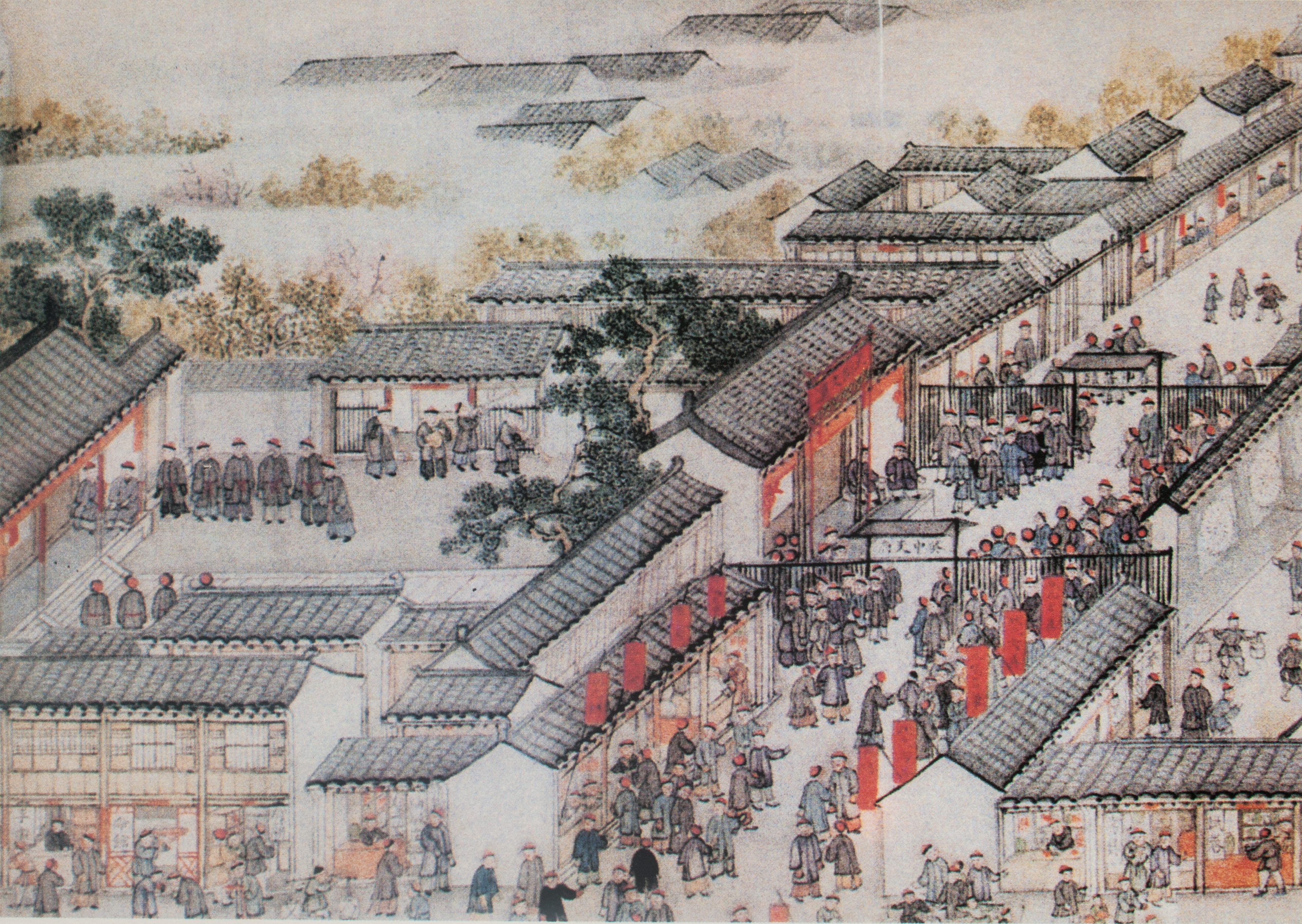
Entrée et cour d'un yamen, détail d'un rouleau commandé par l'empereur Qianlong, XVIIIe siècle, Musée provincial du Liaoning.

Cette perspective ne prétend pas donner l'illusion de ce qui peut être vu, mais simplement donner une information sur la notion de profondeur.
Simple à réaliser, c'est une perspective naïve qui ne reflète pas une « vision dans l'espace ». Souvent utilisée dans les dessins à main levée, elle peut produire une ambiguïté de représentation : un objet éloigné d'un autre peut sembler être plutôt au-dessus ou au-dessous.
Cette représentation était utilisée initialement pour la conception des fortifications militaires. Le « cavalier » (ou « cavaletto ») est un promontoire de terre (ou un tabouret à quatre pieds) situé en arrière des fortifications et qui permettait de voir par-dessus la ligne des ouvrages de défense, et donc de voir les ouvrages des assaillants et ainsi d'anticiper leurs plans offensifs. La perspective cavalière était donc la vue que l'on avait du haut du cavalier (les Anglais utilisent parfois le terme de « high view point », en français « point de vue de haut »). Certains avancent également que c'est la vue qu'a le cavalier du haut de son cheval.

## Approche mathématique
Si le plan face au lecteur est le plan xz et que l'axe de fuite est l'axe y, avec un angle de fuite α et un rapport k, alors un point dans l'espace de coordonnées (x, y, z) est représenté par un point du plan de coordonnées (x", z") telles que :
- x" = x + k·cos α·y ;
- z" = z + k·sin α·y.

La matrice de transformation est donc
{\displaystyle P={\begin{pmatrix}1&k\cdot \cos \alpha &0\\0&k\cdot \sin \alpha &1\end{pmatrix}}}
Pour un angle de 45° et un rapport de 0,5, on a :
- x" ≃ x + 0,35·y ;
- z" ≃ z + 0,35·y.